# روبين دنهولم
روبين دنهولم (بالإنجليزية: Robyn Denholm) (ولدت 1962/1963) سيدة أعمال أسترالية، نجحت في نوفمبر 2018 أن تكون خلفا لإيلون ماسك في شركة تيسلا موتورز.

## السيرة الذاتية

### النشأة
ولدت دنهولم في ميلبيرا، نيوساوث ويلز وعاشت فيها فترة طفولتها وشبابها حيث كان والداها يملكان محطة خدمات. حصلت على درجة البكالوريوس في الاقتصاد من جامعة سيدني، ودرجة الماجستير في التجارة من جامعة نيوساوث ويلز.

### الحياة العملية
عملت دنهولم في شركة «جونيبير نتووركس»، كما كانت مدير مالي في شركة صن ميكروسيستمز قبل أن تعمل سبع سنوات في شركة تويوتا أستراليا.
في عام 2014، عملت دنهولم مديرة غير تنفيذية في شركة تيسلا موتورز.
في أوائل عام 2017، حصلت على منصب مدير عمليات رئيسي (COO) لشركة تيلسترا، أكبر شركة اتصالات في أستراليا.
في نوفمبر 2018، أصبحت رئيسة شركة تيسلا، مع خطة لتعمل بدوام كامل بعد ست أشهر باقي عقدها كمدير مالي والرئيس الإستراتيجي لشركة تيلسترا الأسترالية. وصفها ماسك في إحدى التصريحات قائلا:
«تملك روبن خبرة كبيرة في الصناعات التكنولوجية والسيارات وقد ساهمت كثيرا في جعل تيسلا أكثر فعالية خلال السنوات الأربع الأخيرة كعضوة في مجلس إدارتها».

## وصلات خارجية
- الموقع الرسمي لشركة تيسلا موتورز.
- روبن دنهولم تحل مكان إلون ماسك رئيسة لمجلس إدارة «تيسلا»- جريدة فرانس 24
- تسلا تعين روبن دنهولم رئيسة لمجلس الإدارة بدلا من ماسك نسخة محفوظة 8 نوفمبر 2018 على موقع واي باك مشين.- رويترز